# 錢伯里諾 (新墨西哥州)
錢伯里諾（英語：Chamberino）是位於美國新墨西哥州唐娜安娜縣的普查規定居民點。

## 人口
根據2020年美國人口普查的數據，錢伯里諾的面積為7.92平方千米，皆為陸地。當地共有人口736人，而人口密度為每平方千米92.93人。